# Reinhard Nieter
Reinhard Nieter (* 16. Oktober 1883 in Brunne; † 8. Juni 1964 in Wilhelmshaven) war ein deutscher Kommunalpolitiker der SPD. Er war von 1946–1952 und 1956–1961 Oberbürgermeister der Stadt Wilhelmshaven, dazwischen Senator und Bürgermeister. Sein großes soziales Engagement für die Bevölkerung der Jadestadt führte dazu, dass ein Wilhelmshavener Krankenhaus bis 2014 seinen Namen trug.

## Leben
Reinhard Nieter war gelernter Schlosser und kam während seiner Dienstzeit in der Kaiserlichen Marine als Heizer nach Wilhelmshaven, wo er von 1908 bis 1927 auf der Kaiserlichen Werft arbeitete. Bereits 1903 war er Mitglied der SPD. Während des Ersten Weltkrieges war er Mitglied im Arbeiterausschuss der Werft und setzte sich für die ausreichende Ernährung der Werftarbeiter ein. In der Revolutionszeit 1918/19 fungierte Nieter als Stellvertreter des Zivilgouverneurs Paul Hug und wurde 1919 Mitglied im Stadtrat von Rüstringen. 1920 wählte man ihn zum Vorsitzenden des Stadtrates. 1924 war Nieter Vorsitzender des genossenschaftlichen Bauvereins Rüstringen sowie ab 1926 Redakteur der sozialdemokratischen Parteizeitung Republik bis zu deren Verbot 1933.
1933 wurde der gewerkschaftliche und politische aktive Nieter von den Nationalsozialisten aller seiner Ämter enthoben und mit einem Berufsverbot belegt. Seinen Lebensunterhalt musste er mit einem kleinen Tabakwarengeschäft verdienen. Politische Aktivitäten wurden ihm untersagt.
1945 wurde er dann zunächst Mitglied, später Vorsitzender, des von der Britischen Militärverwaltung eingesetzten Vertrauensausschusses und schließlich ein Jahr später Oberbürgermeister von Wilhelmshaven. Das Amt hatte er von 1946 bis 1952 und von 1956 bis 1961 inne. Nachdem er 1961 sein Amt an Johann Janßen abgegeben hatte, betätigte er sich auch als Senator und Vorsitzender des Bauausschusses weiterhin in der Kommunalpolitik.
Nieter starb im Alter von 81 Jahren, als immer noch aktives Ratsmitglied im Stadtrat von Wilhelmshaven. Sein Grab befindet sich auf dem Wilhelmshavener Ehrenfriedhof.